# Iglesia Evangélica de la Virgen María (Legnica)

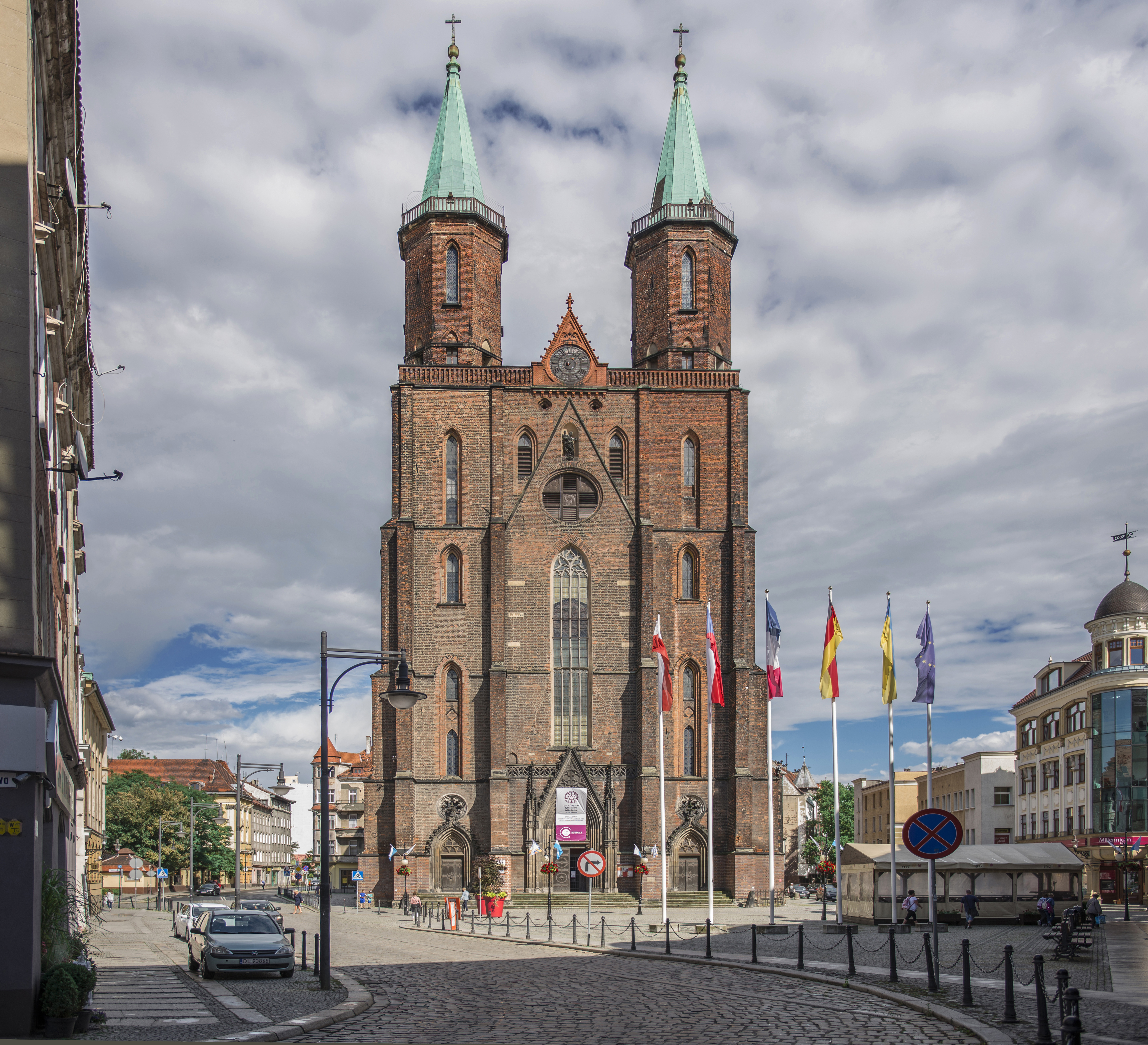
Iglesia Evangélica de la Virgen María en Legnica

Iglesia Evangélica de la Virgen María (al. Liebfrauenkirche, Kirche zu Unser Lieben Frauen) en Legnica es una de las iglesias más antiguas de la Silesia. Los inicios de su construcción se remontan al siglo XII. El templo suele denominarse también Iglesia de Santa María (al. Marienkirche) o Iglesia Baja (al. Niederkirche) debido a su ubicación en la parte baja de la ciudad. 

## Historia
Según los historiadores alemanes, los inicios de la iglesia se remontan a la segunda mitad del siglo XII, cuando Boleslao I el Alto construyó una iglesia de madera probablemente de una sola nave. En 1192, en el lugar del templo anterior se construyó una iglesia de piedra (arenisca partida), como se menciona en los documentos de la abadía de Lubiąż de 1195. En este templo oró santa Eduviges de Andechs. El 9 de abril de 1241, según el cronista Jan Długosz, Enrique II el Piadoso oró en la iglesia de Legnica antes de ir a la batalla conocida en la historia como la batalla de Legnica. 
Como resultado de un incendio que tuvo lugar el 25 de mayo de 1338 la iglesia quedó destruida por completo. En los años 1362-1386 el edificio fue reconstruido y transformado en una basílica de tres naves. Alrededor del año 1417 se construyó una capilla doble que fue financiada por el gremio de pañeros. Entre 1450-1468 el cuerpo de la iglesia fue ampliado por el párroco y canónigo Martin Cromer que añadió un coro. Durante el reinado de Fryderyk I de Legnica, se elevó la torre sur, a la que se añadió una tapa octagonal con balaustrada y cúpula. A partir de entonces, la iglesia tuvo dos torres de diferente altura y forma. 
En 1813, durante las guerras napoleónicas, el ejército francés instaló un hospital en la iglesia, lo que causó grandes daños en el interior. Después de su renovación, la iglesia fue re-consagrada en 1815. 
El 11 de marzo de 1822 la iglesia se incendió por la caída de un rayo. En los años 1824-1829 el templo fue reconstruido. En aquella época se lo transformó nuevamente en una iglesia de salón con bóveda de crucería en los contrafuertes, se añadieron los matroneos laterales, y también, en la parte oeste dos torres nuevas de la misma altura.
El 29 de agosto de 1890 la iglesia fue visitada y descrita por Stanisław Wyspiański. 
En enero de 1905 se empezó a reconstruir la iglesia según el plan de Oskar Hossefeld mientras que las obras fueron dirigidas por Hubert Kratz. A partir de entonces, los servicios para los fieles de esta parroquia se llevaron a cabo en otra iglesia evangélica – la iglesia de Santos Pedro y Pablo. En aquel tiempo se construyó una sacristía de tres tramos, se agregaron muros y en el interior se erigieron un palco ducal y una galería de órganos. Durante las obras de renovación se eliminaron los matroneos laterales internos y se realizaron nuevas vidrieras. El interior de la iglesia se pintó en un color claro y los pilares en motivos geométricos ¨moriscos¨, realizados por el profesor August Oetken de Berlín. Las extensas obras incluyeron también las torres, el tejado y las agregadas capillas sur. 
En 1905, la empresa de Rudolf Otto Mayer de Berlín instaló en la iglesia 17.000 metros de calefacción central. El templo, como el único en Legnica, también estaba equipado con iluminación de gas. 
Las obras de renovación se completaron tan rápido, que ya el 31 de mayo de 1906 fue posible la consagración de la iglesia mientras que en 1908 se instalaron los últimos bancos y vidrieras. El 9 de junio de 1908 la iglesia de la Virgen María fue entregada nuevamente a la parroquia evangélica para su uso, en presencia del emperador Guillermo II de Alemania. Es la única iglesia en Legnica que ha estado sirviendo a la fe evangélica ininterrumpidamente desde la Reforma.  
En 2007, las escenas de la película Mała Moskwa, dirigida por Waldemar Krzystek se rodaron en la iglesia de Santa María (Mariacki).

### Período católico

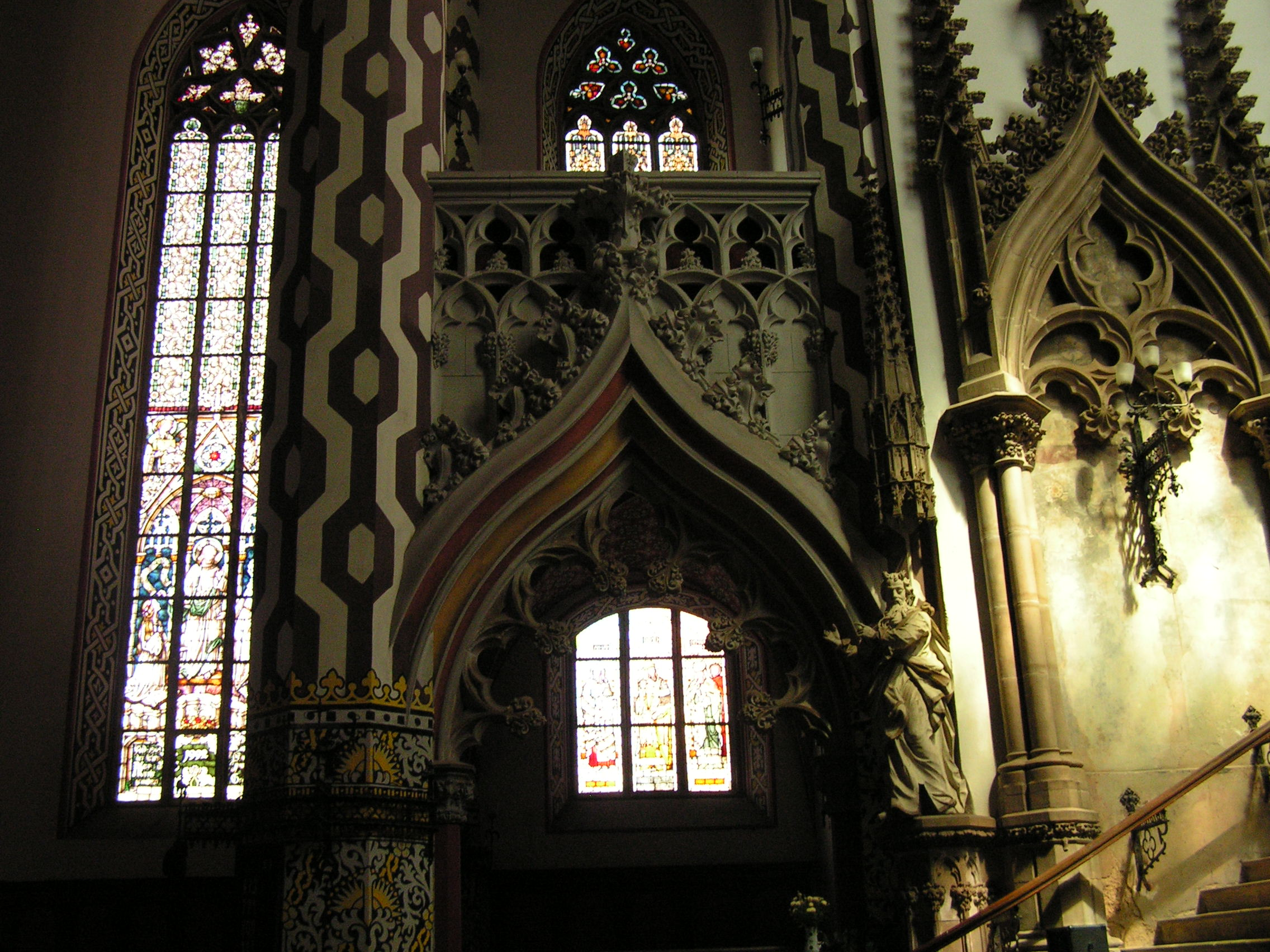
Palco ducal y la escultura barroca de 1771 que representa a Moisés

En 1203, se mencionó por primera vez al párroco de esta iglesia. Uno de los párrocos y canónigos fue Martin Cromer, quien supervisó la reconstrucción de la iglesia entre 1450-1468, y su sucesor fue el párroco Johann Lamprecht. 

### Período evangélico

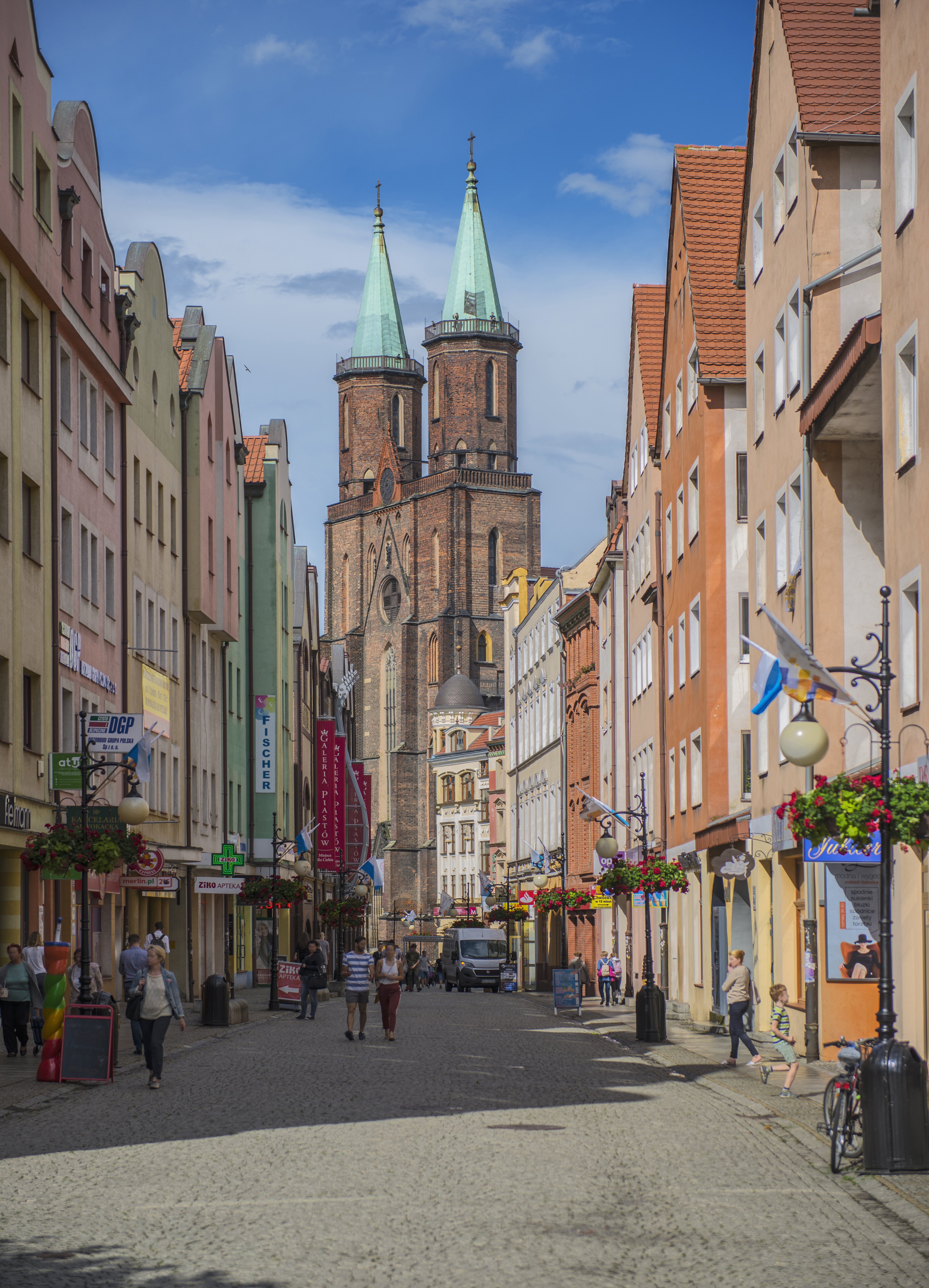
Fachada oeste

Kaspar Schwenkfeld, quien permaneció en las cortes ducales, y hasta 1523 fue consejero en la corte de Fryderyk II de Legnica, tuvo una gran influencia en la expansión de la Reforma en Silesia. Debido a su autoridad, el duque anunció el luteranismo como religión del estado en 1524. A sugerencia del reformador de Breslavia, Jan Hess, ya en 1522, llegó a Legnica el clérigo evangélico Fabian Eckel, quien el 8 de junio del mismo año, en la fiesta de Pentecostés celebró el primer servicio evangélico en la iglesia de Santa María. A partir de ese momento, el templo sirve a la Iglesia Evangélica. En las iglesias del Ducado de Legnica-Brzeg, la conversión al protestantismo estuvo tranquila gracias a Fryderyk II de Legnica, el duque de los Piastas. Entre otros clérigos, cabe mencionar a Leonhard Krentzheim (1532-1598), quien trabajó en la iglesia entre 1553-1571, a Simon Gruneus (1564-1628) y al pastor Gottfried Dewerdeck (1675-1726).   
La historia de Legnica desde la Reforma está vinculada al protestantismo, cuyo impacto daba forma a la historia de esta ciudad durante más de 400 años. Los protestantes de Legnica vivieron el período más difícil después de la Segunda Guerra Mundial. Hoy en día, los evangélicos utilizan la iglesia más grande de Legnica, la iglesia de la Virgen María, en la que se celebró la primera Cena del Señor de dos formas. Después de la Segunda Guerra Mundial, el primer servicio evangélico polaco se celebró el 27 de octubre de 1946 por el pastor Karol Jadwiszczok (1905-1988). En el período de la posguerra, el capellán de la parroquia de Legnica fue el pastor Jan Zajączkowski, quien dedicaba mucho tiempo y energía a los evangélicos de la Baja Silesia.  A partir de 1991, la parroquia fue atendida por el sacerdote de la parroquia de Jawor - P. Roman Kluza. Desde julio de 1997 hasta el 31 de enero de 2005 el sacerdote de la parroquia Evangélica-Augsburgo de Legnica fue el P. Cezary Królewicz. Después, durante más de un año, la parroquia fue administrada por el P. Obispo Ryszard Bogusz, jefe de la Diócesis de la Iglesia Evangélica-Augsburgo de Breslavia. A mediados de 2006, la función de párroco fue asumida por el P. Dariusz Madzia y realizada por él hasta finales de julio de 2010. Desde entonces, el administrador parroquial ha sido de nuevo el P. Obispo Ryszard Bogusz. 
El último pastor alemán fue Wolfgang Meißler (fall. el 20 de diciembre de 2006), quien en 1962 fue expulsado de Polonia y se mudó a Hamburgo. Además, empezó a servir como pastor en la iglesia de Christophoruskirche en Altona. Este pastor, junto con los antiguos residentes de Legnica, que cada año llegan a la iglesia de Santa María el primer domingo de octubre con motivo del Festival del Día de Acción de Gracias para celebrar el aniversario de oro o diamantes de su confirmación, estableció la fundación ¨Schlesienhilfe PWM¨ para apoyar la iglesia de Santa María. Después de su muerte la fundación permaneció activa por un corto tiempo, después del cual se la disolvió. 
Actualmente, la iglesia también organiza servicios en alemán el primer y el tercer domingo del mes.

## Arquitectura
La iglesia está construida de ladrillo, y su zócalo y refuerzos de las esquinas, que abarcan la antigua sacristía y la Capilla de los Pañeros, están hechos de la piedra arenisca.  
La iglesia de la Virgen María es la iglesia de salón, de tres naves, erigida en planta rectangular alargada con dos torres en el lado oeste. En cambio, en el lado este sobre la calle, hay una bóveda porticada sobre la cual se ubica un presbiterio cuadrado, que antes se adhería a la casa parroquial. Esta solución arquitectónica vino dictada por el hecho de que esta calle era necesaria para defender las murallas de la ciudad.  
La base de las torres es cuadrada mientras que sus partes superiores son octagonales. Ambas torres tienen cubiertas puntiagudas en forma de pirámides de base octagonal. Además, varios epitafios renacentistas y barrocos de arenisca están empotradas en las paredes de la iglesia. 
La longitud de la iglesia es de 50,50 m, incluyendo el presbiterio de 10,20 m, y su ancho es de 20 m mientras la altura de las torres es de 62 metros.   

## Interior y mobiliario de la iglesia

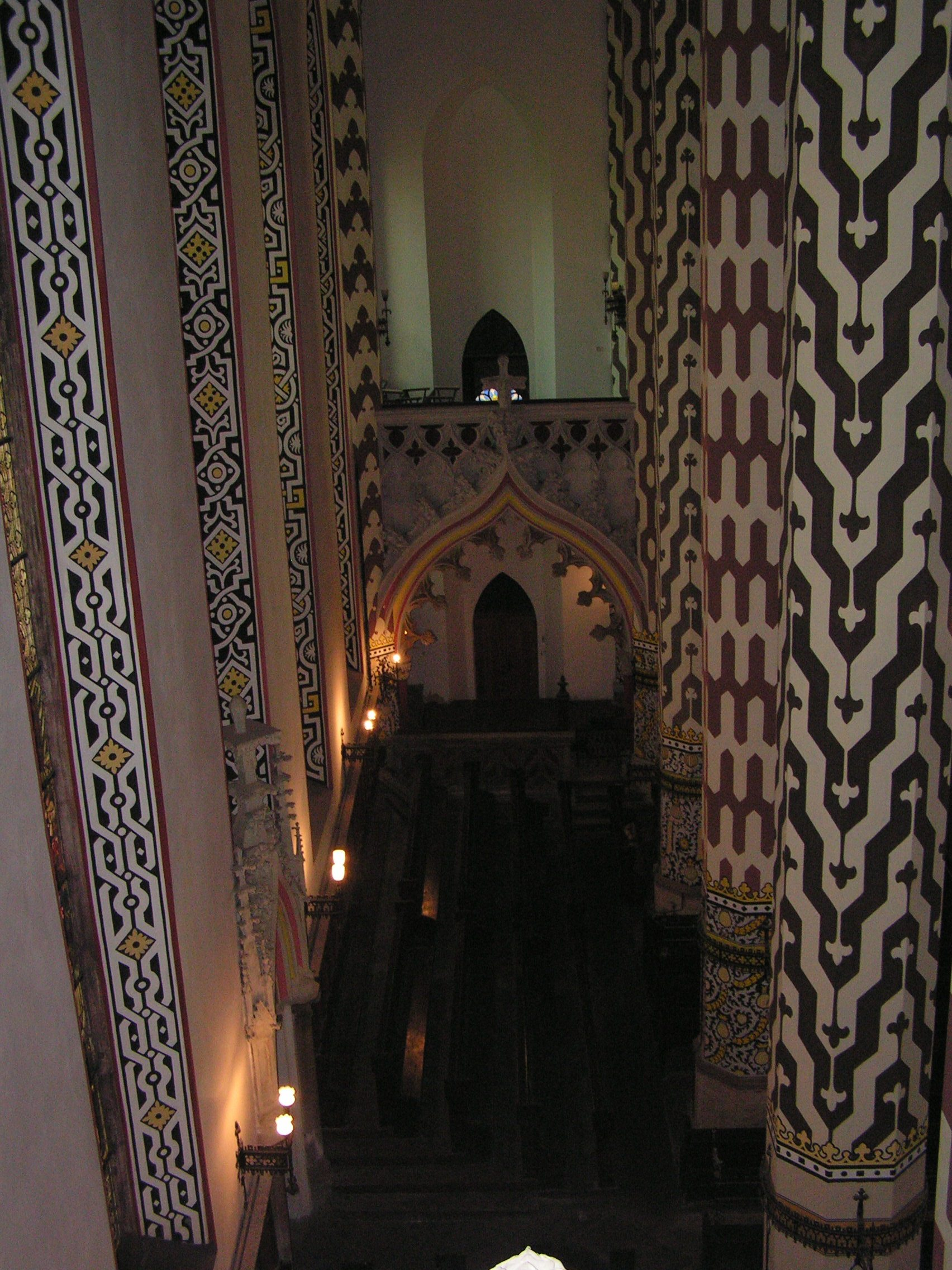
Nava lateral. Los pilares pintados en motivos ¨moriscos¨

El interior de la iglesia consta de tres naves con un ancho de: la nave principal - 8,45 m, sur - 4,60 m y norte - 4,8 m. La división en naves está marcada por los pilares lisos, con sección transversal de octágonos regulares de 1,30 m de diámetro y 22,4 m de altura, que sostienen pedestales altos, y están colocados a intervalos irregulares entre sí. Los seis pilares de cada lado definen siete tramos. Los pilares de la nave principal están rodeados de cintas de hierro bordado a las que están unidos los candelabros para dos velas. 
El interior de la nave principal se cubre con una bóveda de crucería sobre los contrafuertes, que se elevan directamente sobre los pilares lisos y caen en los soportes montados en las paredes de las naves. De la bóveda cuelgan dos candelabros de 16 brazos. Uno es de 1621 y el otro de 1622 y fue financiado por Samuel Kirchner. 
En las naves laterales hay dos lápidas, una dedicada a Hans von Romnitz, administrador de la propiedad del capítulo de la Santa Cruz, que murió en 1608, y la otra dedicada al caballero Rotkirch, fallecido en 1612. En la pared sur de la nave lateral se agregó una placa conmemorativa con los nombres de unos 800 parroquianos que murieron en las guerras de los siglos XIX y XX. 
El interior de la iglesia fue enlucido y pintado en un color claro mientras que las columnas estaban cubiertas con motivos geométricos de estilo ¨morisco¨. 

### Presbiterio y altar

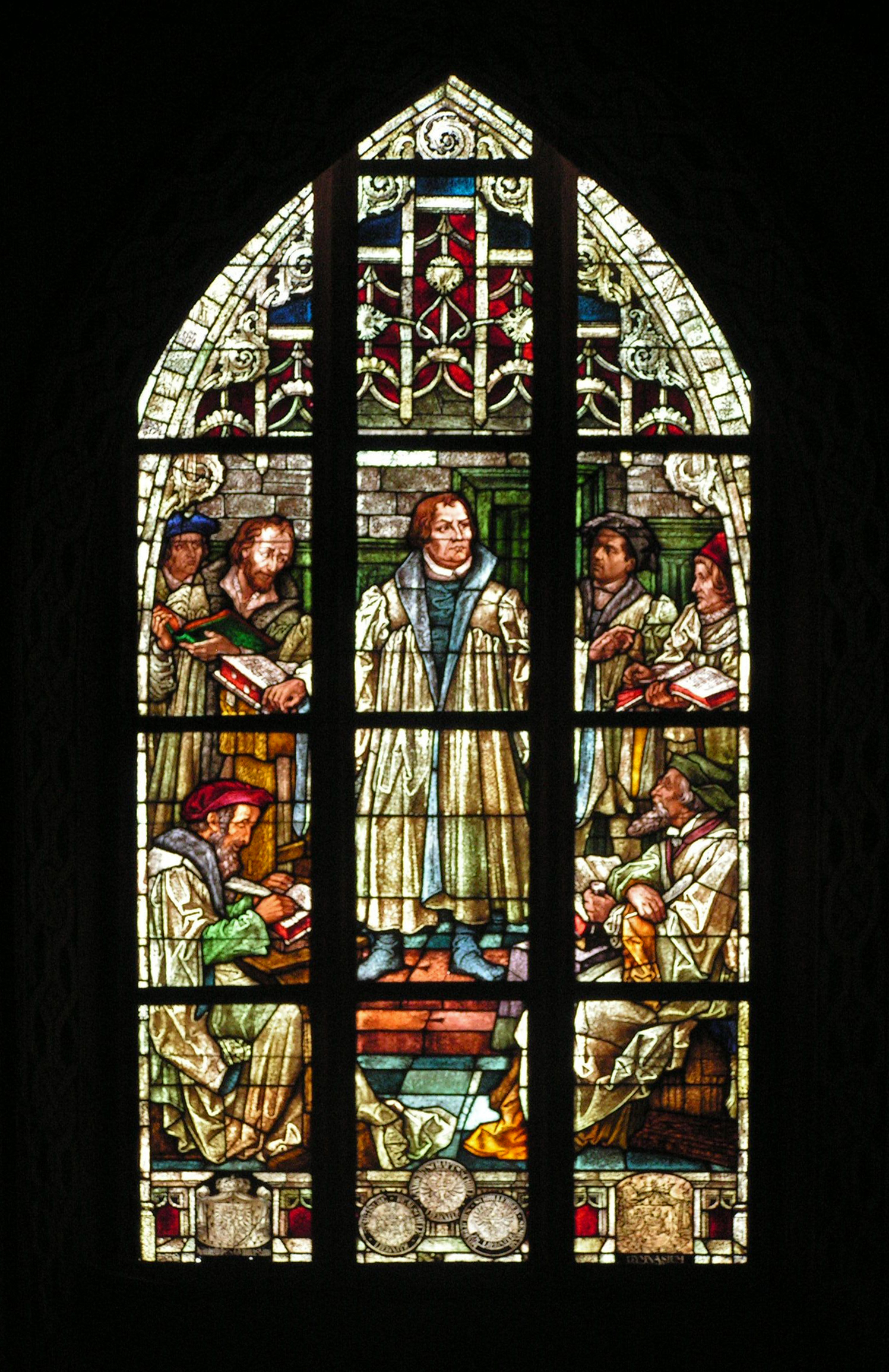
Disputa sobre la traducción de la Biblia

Al presbiterio, de forma cuadrada, conducen 14 escalones. Ambas paredes más largas están llenas de decoraciones arquitectónicas de tracería en forma de arcadas. En los espacios entre las arcadas hay una pared policromada: una cruz entrelazada con la corona de espinas y botones de flor geométricos, probablemente en forma de la llamada Rosa de Lutero.  
El nuevo altar de estilo neogótico fue realizado en 1906 con terracota y su altura es de unos 7 metros. En la parte central del altar se encuentra la pintura al óleo ¨Pokłon pasterzy” de 1770. A su derecha hay dos cuadros, uno encima del otro, que representan a los apóstoles Pedro y Bartolomé. Igualmente, a su izquierda hay dos cuadros que representan a los apóstoles Juan el Evangelista y Andrés. El bajorrelieve del altar mayor fue creado alrededor de 1906 y fue realizado en estilo neomanierista o neobarroco. 

### Vitrales
Los ventanales de la Iglesia de la Virgen María fueron decorados entre 1902-1908 con vidrieras de colores hechas por los más excelentes artistas alemanes. Por iniciativa del pastor Wolfgang Meißler los vitrales fueron renovados en 1992-1993. La renovación fue realizada por Zbigniew Brzeziński y su padre. La superficie total de vidrieras es de hasta 300 metros cuadrados. 
En las naves laterales hay 14 vitrales que muestran tanto personas y eventos de la historia de la religión y la Iglesia como la historia de la Reforma, Silesia y la ciudad de Legnica. 
- Conversión del apóstol Pablo. Éste proviene del taller de B. Francke de Naumburg (Nowogrodziec)
- El doctor Martín Lutero quemando la bula del Papa León X. Éste proviene del estudio de Ferdynand Müller de Quedlinburg.
- Bautismo de Jesús
- Jesús bendice a los niños
- Vidriera con los escudos de los gremios y municipios rurales

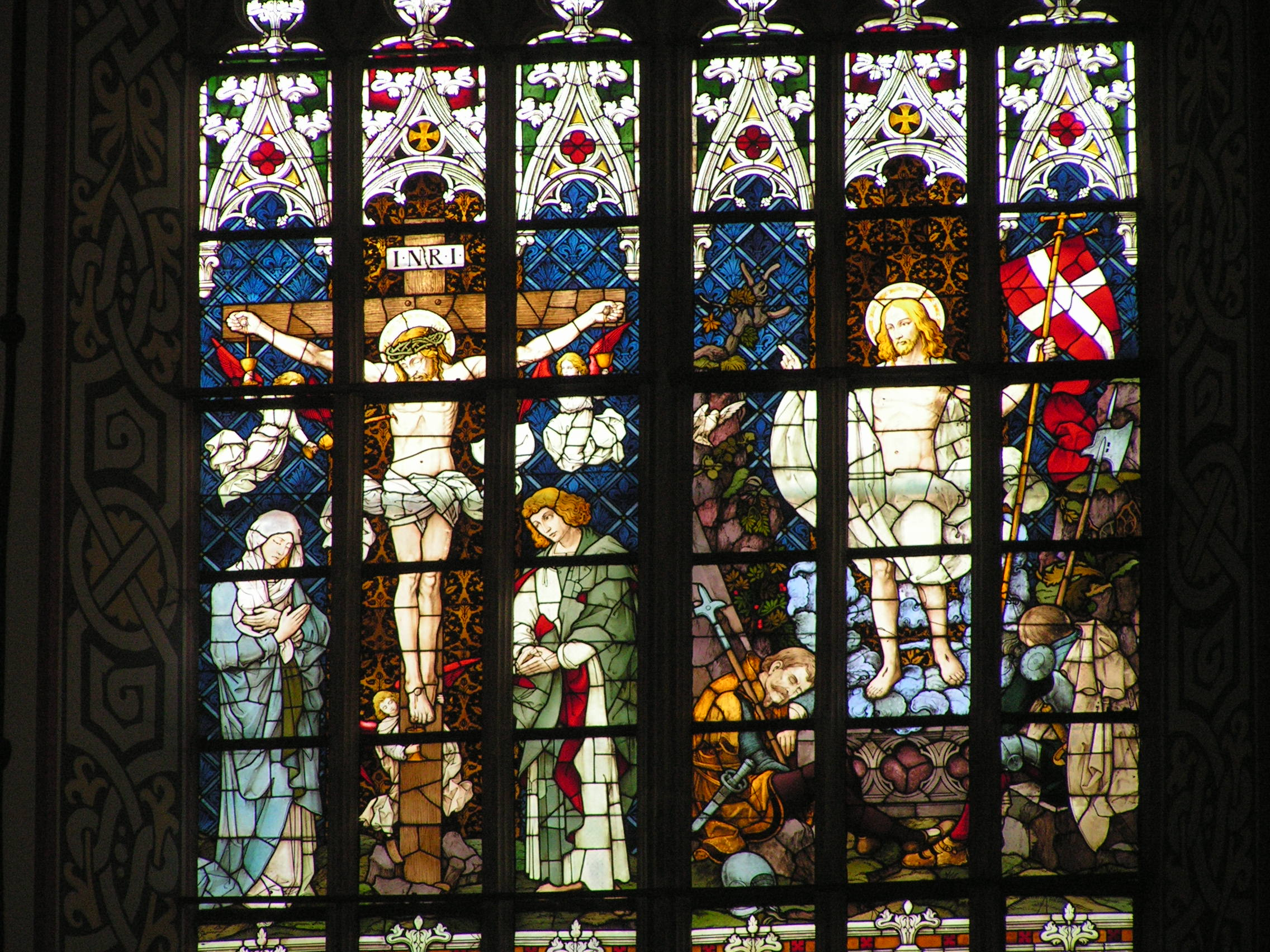
Vidriera de altar: Crucifixión y Resurrección de Cristo

- Vidriera de altar: Crucifixión y Resurrección de Cristo Crucifixión y Resurrección de Jesús y el descubrimiento del cuerpo de Enrique II el Piadoso – financiado por el emperador Guillermo II de Alemania. La vidriera es obra del maestro Karl de Bouché
- Escudos de duques y señores que desempeñaron un papel importante en la historia de los Piastas
- Cantantes del Antiguo Testamento. La obra del profesor August Oetken
- Mujeres al servicio de Jesús: María y Marta de Betania. El autor es el profesor Fritz Geiges Freiburg/Br. 1905
- Apóstoles Pedro y Pablo
- Misión cristiana en esta parte de Silesia. La obra del profesor August Oetken
- El duque Enrique II el Piadoso con los caballeros polacos y alemanes en la iglesia de Santa María antes de la batalla en 1241 con los mongoles en Legnickie Pole. La vidriera fue diseñada por Otto y Rudolf Linnemann de Fráncfort del Meno
- Introducción de la Comunión en Legnica en dos formas. El vitral fue realizado por Otto y Rudolf Linnemann de Fráncfort del Meno

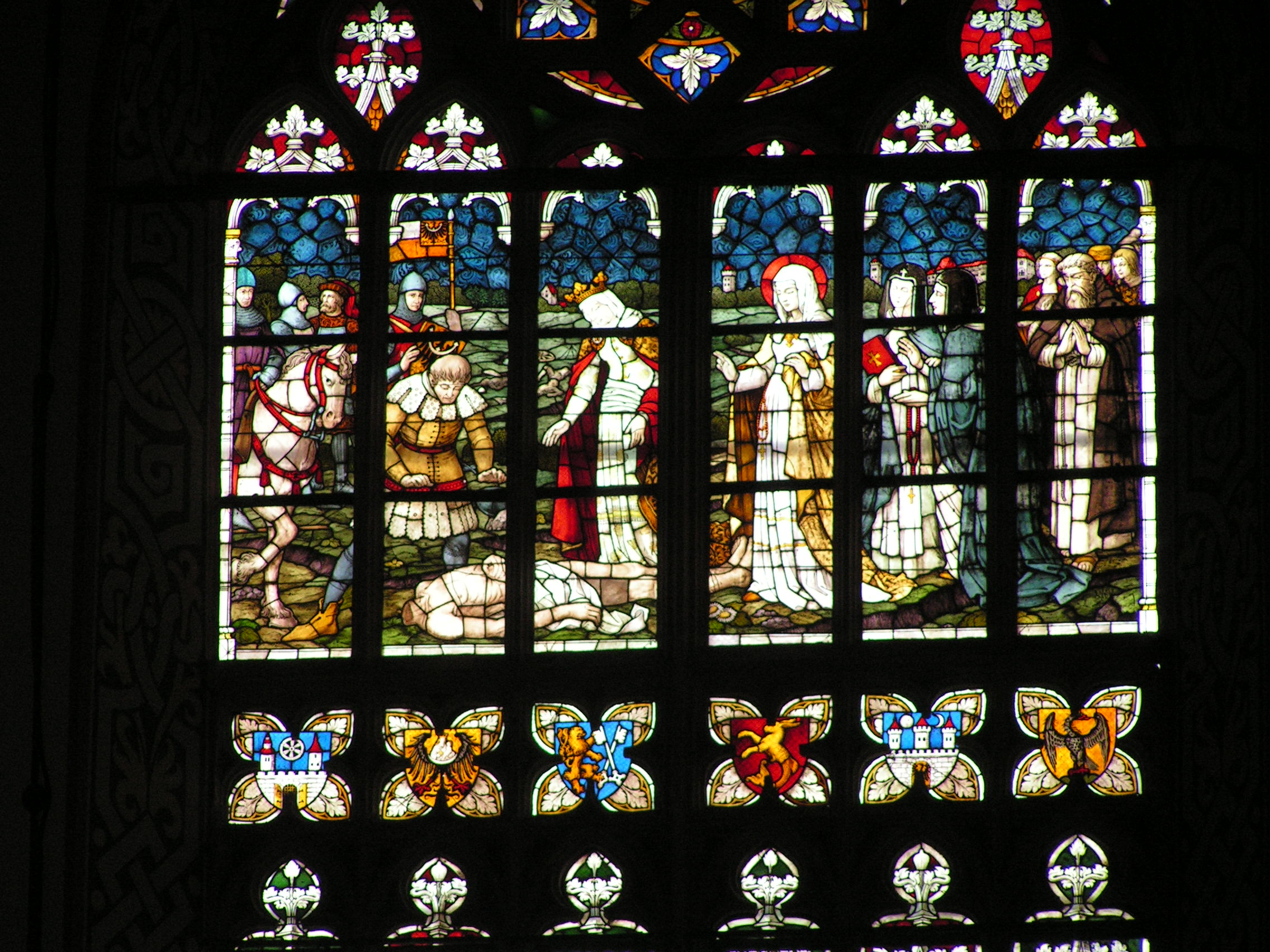
Vidriera de altar: Descubrimiento del cuerpo del duque Enrique II el Piadoso

- Vidriera de altar: Descubrimiento del cuerpo del duque Enrique II el PiadosoLa disputa sobre la traducción de la Biblia. La vidriera fue diseñada por Otto y Rudolf Linnemann de Fráncfort del Meno.

El autor de los 14 rosetones sobre los ventanales también es el profesor August Oetken de Berlín. 

### Galería de órganos y el órgano

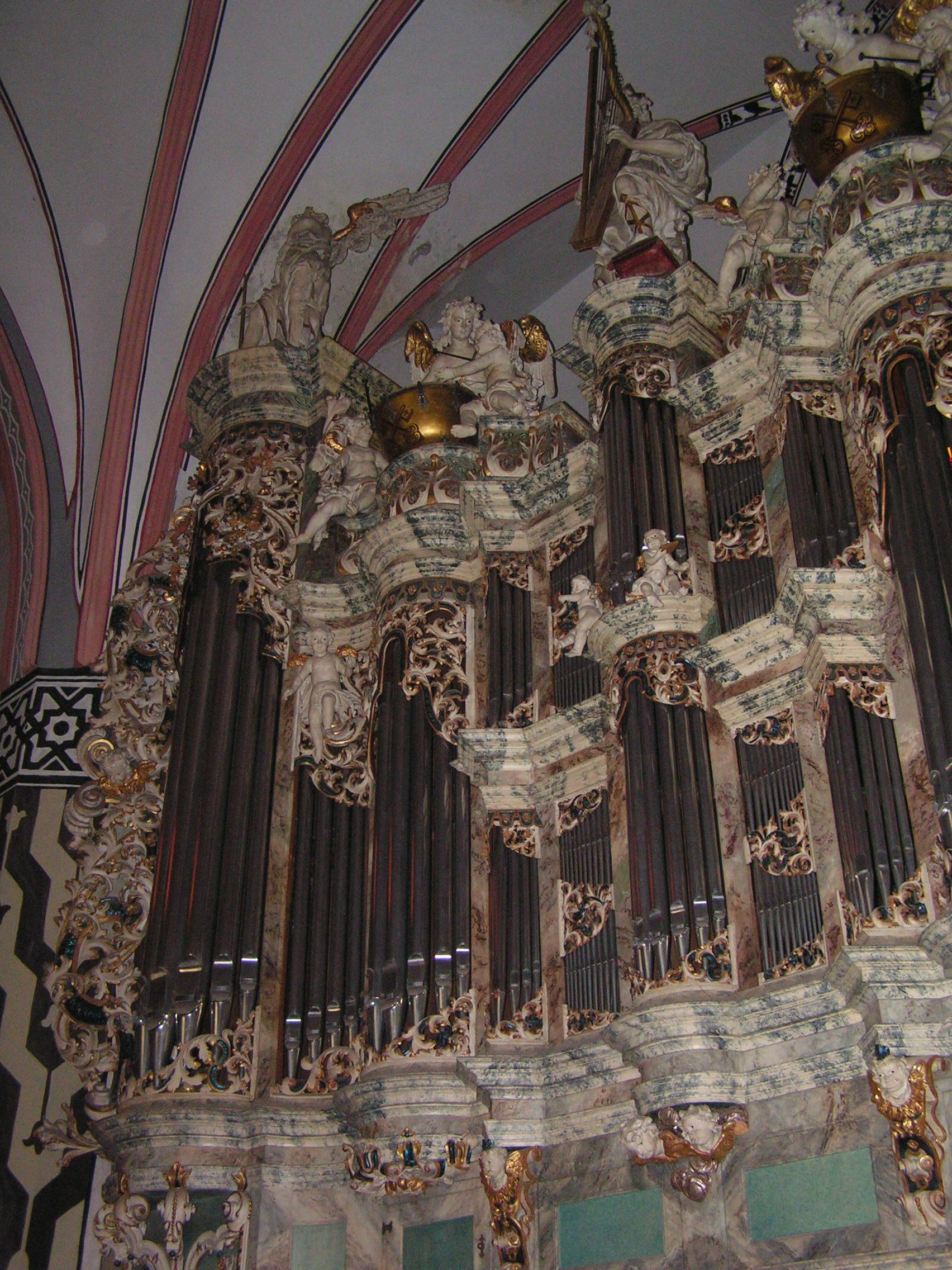
Órgano en la Iglesia de Santa María en Legnica

Desde el altar hay una maravillosa vista de la galería de órganos y el órgano. Sobre las cornisas redondeadas de la caja de tubería de la sección principal y las torrecillas bajas del prospecto se colocan las figuras de putto y ángeles teniendo hojas de cantos y tocando instrumentos. En el centro hay una figura del bíblico rey David tocando el arpa. 
La primera mención del uso del órgano en la Iglesia de Santa María proviene de 1414. En 1438, se construyó un nuevo instrumento financiado por el alcalde de Chojnów. Este instrumento sirvió hasta 1500, cuando se construyó nuevo órgano, probablemente más grande, ubicado en el presbiterio. Cien años después, se erigió un nuevo coro en la parte occidental de la nave principal y allí se trasladó el órgano renovado, ligeramente reconstruido, del presbiterio. El órgano, reconstruido y mejorado tres veces más, sirvió hasta 1735. El mismo año, se tomó la decisión de construir un nuevo instrumento y se le encargó la tarea al destacado constructor de órganos Michael Röder. El instrumento tenía 35 voces y se lo enriqueció con soluciones propias del arte barroco como una estrella giratoria, campanas y dispositivos que movían ángeles tocando timbales.   
La primera gran reconstrucción del órgano tuvo lugar en 1828 con el fin de cambiar el carácter del sonido conforme a la homofonía.

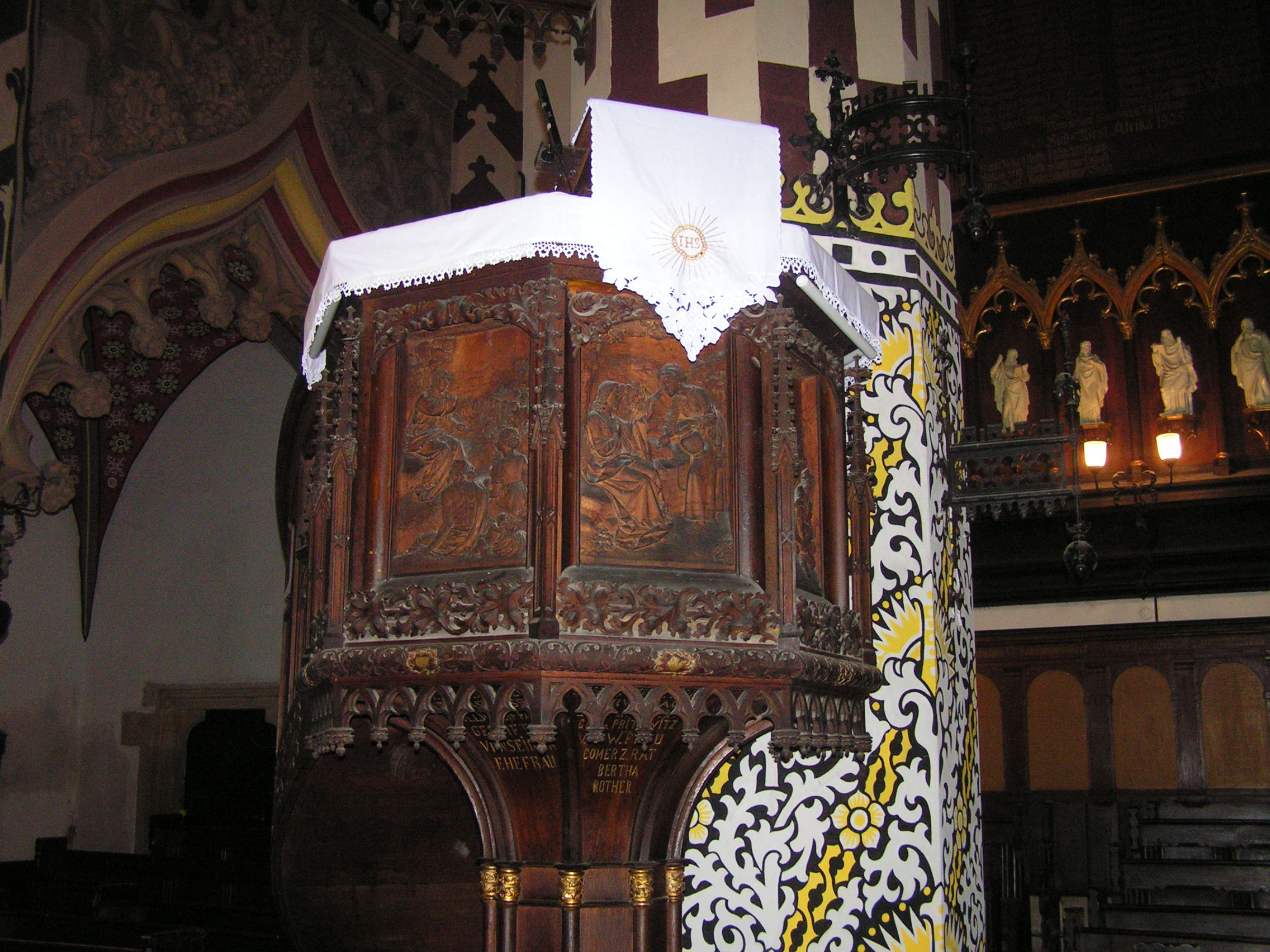
Bajorrelieves en el púlpito de la Iglesia de Santa María en Legnica

Friedrich Weigle hizo una reconstrucción completa del instrumento en 1914. Como resultado, se creó prácticamente nuevo instrumento en una caja original. El órgano de Weigle tenía voces (disposición) típicamente románticos. Además de Celesta [61 tonos] con una tasa de 4´ también tenían Harmoniumwerk (ppp): operado por el III manual y 5 registros de alta presión (fff). De ahí viene el nombre ¨Parabtahm-Orgel¨ con el que se describía el órgano de la Iglesia de Santa María. Esto hizo que el instrumento sonara como una orquesta sinfónica. En 1928, durante la renovación del órgano, la compañía de Weigle restauró un conjunto barroco de voces en el III manual. 
La siguiente renovación del órgano con 3.239 tubos, 54 registros y tres manuales tuvo lugar en los años 1974-1977 y fue realizada por la empresa de Dymitr Szczerbaniak de Lodz. En cambio, la empresa Hammer de Hemmingen, cerca de Hannover, llevó a cabo la última reforma. Afortunadamente, se han conservado las siguientes 5 voces de 1735: Principal 8' Cis-h2, Octave 4' Cis-h2, Gemshorn 8' D-cis 4 en primer manual, y en el segundo Octave 4' D-dis2, Gemshorn 4' D-ds3. Después de la última renovación, el III manual permanece en silencio y en el futuro será reemplazado por 4 registros de alta presión reconstruidos. Hoy en día, el órgano posee 46 voces (incluyendo 2 voces transmitidos).
Este instrumento tocaron Stanisław Moniuszko y Karol Gołębiowski, entre otros. 

### Púlpito
El púlpito y el dosel de madera provienen del siglo XIX y fueron realizados en estilo neogótico en planta octagonal. En efecto, el púlpito tiene cinco lados en bajorrelieve, un zócalo y una escalera de caracol. En cada uno de los cinco lados hay relieves, en un marco arquitectónico, con escenas tomadas del Nuevo Testamento de los fragmentos del Evangelio: Jesús enseña desde un bote, sermón del monte, diálogo de Jesús con la samaritana, expulsión de los mercaderes del templo. Los relieves fueron realizados por el profesor Cirillo Dell´Antonio (1876-1971) en 1906 en Cieplice. 

### Bancos
Los bancos fueron hechos en 1906 por la carpintería de Carl Lehnke de Legnica, según el diseño de Hubert Kratz mientras que sus frentes fueron decoradas con bajorrelieves de Carl Koschel de Breslavia. En la iglesia hay 114 bancos con motivos figurativos y ornamentales únicos. Los bancos proporcionan 1117 asientos. 

## Renovación
En 2005, se reemplazaron las láminas corroídas de las artesas del techo. Estas obras fueron financiadas con fondos propios de la parroquia y en gran parte con fondos recibidos de la fundación del pastor Meißler ¨Schlesienhilfe PWM¨.
En 2006, se pintaron las paredes del presbiterio de la iglesia. La parroquia también recibió fondos para este propósito de la fundación antes mencionada, la que fue establecida por el sacerdote de Legnica. 
En 2007, se reemplazó la instalación eléctrica en el presbiterio de la iglesia. 
En los años siguientes, se elaboró la documentación en forma de peritación y diseño técnico para la cimentación de la fachada occidental de la iglesia (torres). Gracias a la ayuda de la fundación ¨Schlesienhilfe PWM¨ fue posible completar este proyecto e iniciar su implementación. 
En 2010, se inició la primera etapa de las obras relacionadas con el fortalecimiento de la estructura de la iglesia en la parte oeste. Los fondos recibidos del municipio de Legnica (50.000,00) y la Oficina del Mariscal del Voivodato de Baja Silesia (25.000,00) posibilitaron reemplezar la cubierta del techo de la cumbrera entre las torres de la iglesia, así como, la estructura del techo y la bóveda dañada sobre la galería de órganos.
La siguiente etapa necesaria de las obras consistió en reforzar la estructura de la iglesia colocando la estructura de soporte de las escaleras, asegurar el contrafuerte izquierdo dañado y fortalecer los cimientos debajo de las torres. El trabajo se llevó a cabo utilizando el sistema moderno de pilotaje con la máxima limitación de vibraciones. En aquel entonces, la situación de la construcción era tan grave que existía un riesgo real de un accidente de construcción. Afortunadamente, las obras se estaban realizando con éxito por lo que se minimizó dicha amenaza. Los fondos para esta inversión, realizada en 2011, fueron obtenidos por la parroquia del Ministerio de Cultura y Patrimonio Nacional (600.000,00) y la Fundación Polska Miedź (100.000,00). 

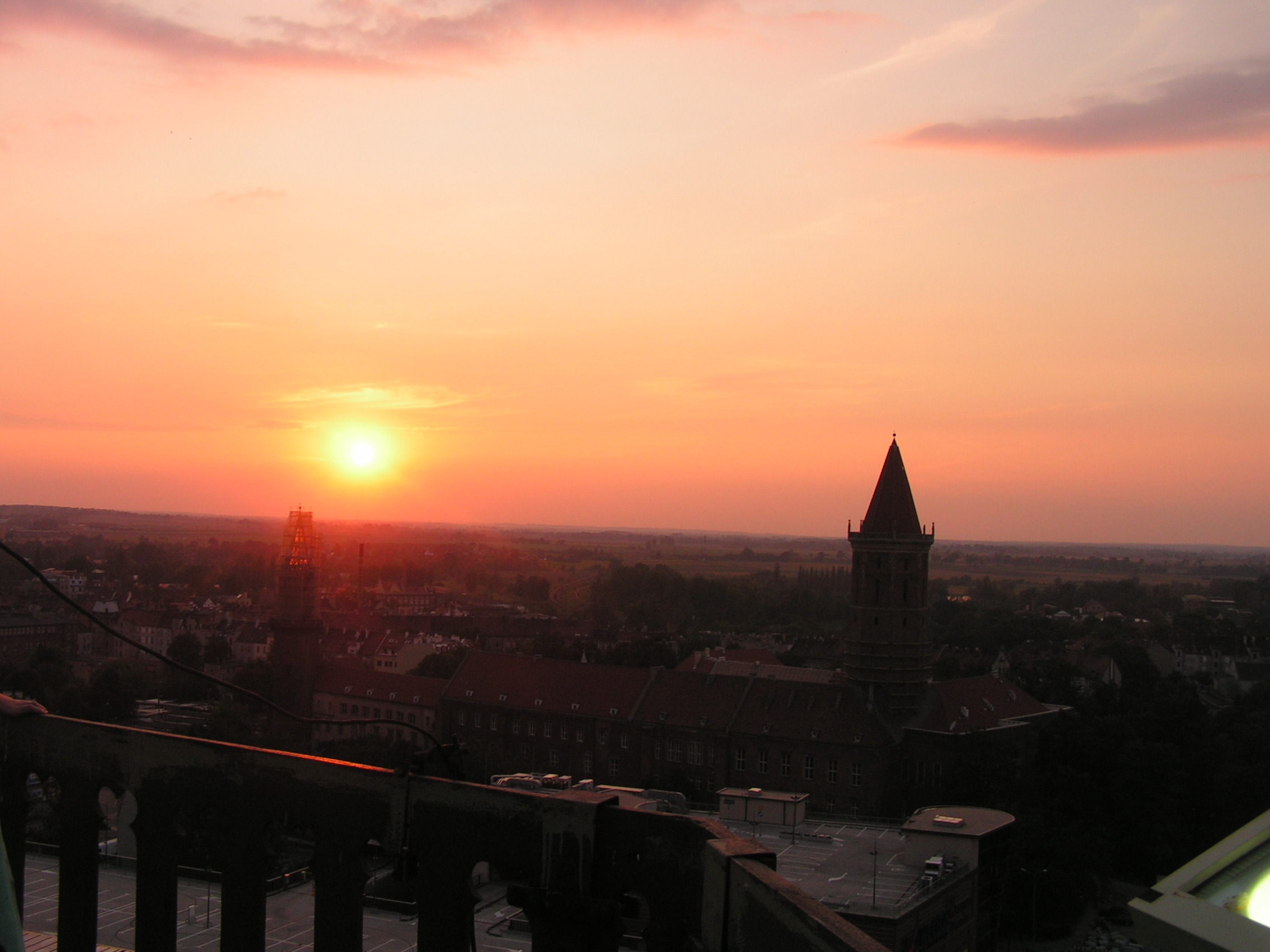
Puesta del sol. Vista desde la torre mirador de la Iglesia de la Virgen María

En 2012, se completó la segunda etapa de fortalecimiento de los cimientos debajo de las torres de la iglesia. La primera fase se centró en gran medida en la parte exterior de los muros mientras la segunda se llevó a cabo solo en el interior de la iglesia. Las obras se concluyeron con éxito, por lo que se detuvo el hundimiento de las torres. En 2013, se completó la renovación de la cubierta del techo sobre la Capilla de los Pañeros, y también, se hizo el trabajo de mantenimiento para evitar que el gusano rey y la carcoma dañaran el órgano histórico. En la primavera de 2014, se terminó la renovación de la escalera que conducía a la torre sur, y se realizó la protección adecuada en el balcón mirador. Por tanto, la torre se ha puesto a disposición de los turistas. Desde principios de 2014, se ha continuado con las obras de renovación de la escalera de la torre norte. Sin embargo, las cubiertas carpadas de ambas torres y los bancos históricos de la iglesia, atacados por la carcoma y el gusano rey, todavía no se han renovado. Las próximas obras de renovación de la iglesia de Legnica dependen de la capacidad financiera de la parroquia. 